# کورت بندلین
کورت بندلین (آلمانی: Kurt Bendlin؛ زادهٔ ۲۲ مه ۱۹۴۳) ورزشکار ده‌گانه اهل آلمان بود.
وی همچنین برندهٔ جوایزی همچون شخصیت ورزشی سال آلمان شده‌است.
وی در مسابقات کشوری و بین‌المللی در مجموع برندهٔ ۱ مدال برنز شده‌است.